# Dorcadion mesopotamicum
Dorcadion mesopotamicum là một loài bọ cánh cứng trong họ Cerambycidae.